# گوهر دشتی
گوهر دشتی (زاده ۱۳۵۹ در اهواز، ایران) عکاس و ویدئو آرتیست ایرانی است که در تهران زندگی و کار می‌کند. موضوع غالب در آثار او، ایران، توپوگرافی و تاریخ خشونت آن است.
آثار او در سطح بین‌المللی مطرح است و نمایشگاه‌های انفرادی زیادی داشته‌است. او در رشته عکاسی در دانشگاه تهران تحصیل کرد و در سال ۱۳۸۴ از دوره ارشد فارغ‌التحصیل شد. او در طول تحصیل و در طول زندگی خود شاهد تأثیر جنگ ایران و عراق بر کشورش شد. کارهای ابتدایی دشتی به تأثیرات ماندگار جنگ بر مردم و سرزمین می‌پردازد. در سال ۲۰۱۷، آثار او کمی تغییر کرد. دشتی شروع به بررسی دنیای طبیعی کرد. اگرچه موضوع با کارهای قبلی او متفاوت است، اما اساس کار او هنوز در کشورش، فرهنگ آن و تجارب او در این زمینه‌ها ریشه دارد.